# الدینارایاناهالی
الدینارایاناهالی (به انگلیسی: Adinarayanahalli) در هند است که در کارناتاکا واقع شده‌است.